# 秋葉忠利
秋葉忠利（日語：秋葉 忠利，1942年11月3日—）是日本政治人物、数学学者。历任第33、35任广岛市市长（3届）、众议院议员（3届）、社民党国会议事委员会委员长（第2届）、社民党政策会议委员长（第三）。